# توني روك
توني روك (بالإنجليزية: Tony Rock)‏ هو ممثل أمريكي، ولد في 30 يونيو 1974 في الولايات المتحدة.

## وصلات خارجية
- توني روك على موقع IMDb (الإنجليزية)
- توني روك على موقع إن إن دي بي (الإنجليزية)
- توني روك على موقع قاعدة بيانات الفيلم (الإنجليزية)